# Иса Конде, Нарсисо

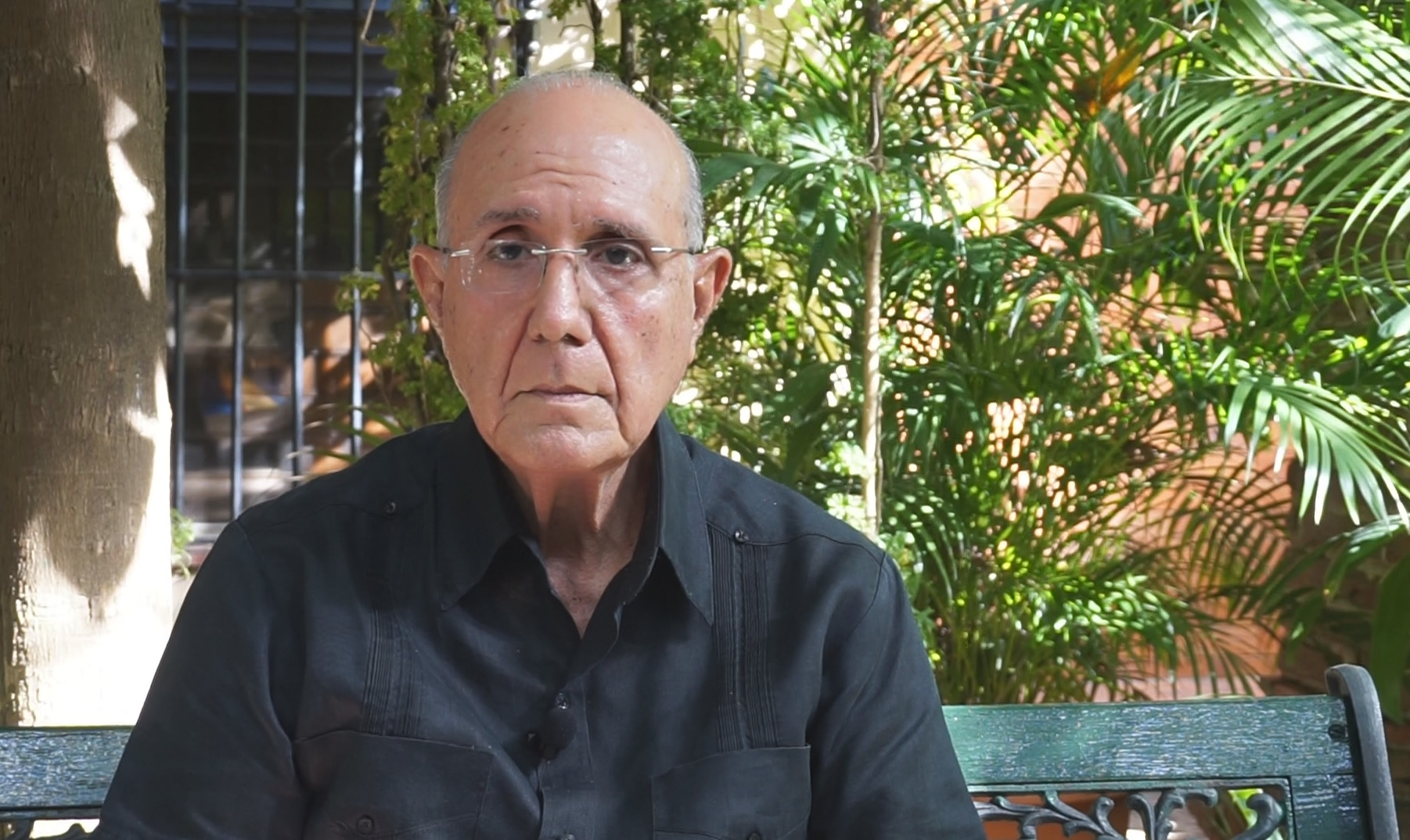
Нарсисо Иса Конде в 2018 году

Нарсисо Иса Конде (исп. Narciso Isa Conde; род. 28 ноября 1942) — доминиканский политический и общественный деятель, писатель, Генеральный секретарь Доминиканской коммунистической партии (1966).

## Биография
Нарсисо Иса Конде родился 28 ноября 1942 года в городе Сан-Франсиско-де-Макорис. Принимал активное участие в студенческом движении, возглавлял Ассоциацию студентов-медиков, был секретарём Федерации доминиканских студентов, главным редактором молодёжной газеты «Фрагуа». В 1960—1962 годах — член левой политической группировки «Движение 14 июня», руководил её молодёжной организации.
В 1962 году вступил в Доминиканскую Народно-социалистическую партию. В 1964 году был избран в состав ЦК Доминиканской коммунистической партии, а с 1966 года — её генеральный секретарь. Участвовал в вооружённом восстании против диктатуры Трухильо, а затем — в вооружённом сопротивлении американской оккупации (1965—1966).
После этого в течение ряда лет находился на нелегальном положении. В 1970 году покинул страну, чтобы избежать преследований со стороны режима Хоакина Балагера (1966—1978), но вернулся в 1973 году и скрывался до тех пор, пока два года не выступил публично с требованием расследования и наказания убийц оппозиционного журналиста-коммуниста Орландо Мартинеса. В 1975 году ему вновь пришлось вернуться в изгнание, хотя на этот раз только на несколько месяцев.
В 1978, 1982, 1986 годах выдвигался кандидатом на пост президента страны — причём в первый раз, в возрасте 35 лет, он был самым молодым участником предвыборной гонки.
Нарсисо Иса Конде выступает за объединение левых сил Доминиканской Республики. В 1983 году стал инициатором создания Фронта доминиканской левой, в который кроме ДКП вошли ряд группировок марксистской ориентации; затем участвовал в создании партии «Сила революции» (Fuerza de la Revolución), однако в 2006 году покинул её из-за несогласия с остальным национальным руководством, которое он обвинил, среди прочего, в неравном обращении с женщинами во внутрипартийной демократии.
Является автором 20 книг по вопросам истории, теории и практики революционного и национально-освободительного движения в Доминиканской республике. Неоднократно посещал СССР. Активный участник международных семинаров по Латинской Америке, близкий друг Кивы Майданика.

## Сочинения
- Isa Conde N. Kiva Maidanik: Humanidad sin límites y herejía revolucionaria. Santo Domingo (Republica Dominicana): Editora Tropical, 2007.
- Rearmando La Utopia. Del Neoliberalismo Global Al Nuevo Socialismo Mundial. Santo Domingo (Rep. Dominicana): Editora Tropical, 1999, 2000.